# پسورالن
پسورالن (به انگلیسی: Psoralen) با فرمول شیمیایی C۱۱H۶O۳ یک ترکیب شیمیایی است. که جرم مولی آن ۱۸۶٫۱۶ g/mol می‌باشد. 

## موارد مصرف
پسورالن یک جهش زا است و به همین منظور از آن در تحقیقات زیست‌شناسی مولکولی استفاده می‌شود. پسورالن در معرض تابش اشعه ماورا بنفش (UVA) می‌تواند به داخل DNA نفوذ کند. از پسورالن به علاوه UVA (PUVA) می‌توان برای درمان اختلالات پوستی مانند پسوریازیس و انواع خاصی از سرطان پوست استفاده کرد. متأسفانه درمان با PUVA خود منجر به افزایش خطر ابتلا به سرطان پوست می‌شود.